# Zeuxidia wallacei
Zeuxidia wallacei är en fjärilsart som beskrevs av Felder 1866. Zeuxidia wallacei ingår i släktet Zeuxidia och familjen praktfjärilar. Inga underarter finns listade i Catalogue of Life.